# Oswald Hillebrand
Oswald Hillebrand (7. srpna 1879 Osoblaha – 4. června 1926 Praha-Veleslavín) byl československý politik a poslanec Národního shromáždění republiky Československé za Německou sociálně demokratickou stranu dělnickou v ČSR.

## Život
Vychodil měšťanskou školu a učitelský ústav v Opavě. Zpočátku byl stoupencem všeněmeckého hnutí, pak se ale přiklonil k rakouské sociální demokracii. Pocházel z rodiny zednického mistra z Osoblahy. Vyučil se a záhy se zapojil do dělnického hnutí. Rychle po sobě se stal krajským důvěrníkem sociální demokracie v západních Čechách a členem zemského zastupitelstva strany pro Čechy. Redigoval karlovarský list Volkswille.
Ve vysoké politice se pohyboval již za Rakouska-Uherska. Ve volbách do Říšské rady roku 1911 se stal jako člen Sociálně demokratické strany Rakouska poslancem Říšské rady (celostátní parlament), kam byl zvolen za okrsek Čechy 97. Usedl do poslanecké frakce Klub německých sociálních demokratů. Ve vídeňském parlamentu setrval do zániku monarchie. Porazil německého radikálního kandidáta Eduarda von Stranského.
V parlamentních volbách v roce 1920 se stal za Německou sociálně demokratickou stranu dělnickou v ČSR poslancem československého Národního shromáždění. Mandát obhájil v parlamentních volbách v roce 1925.
Profesí byl podle údajů k roku 1925 redaktorem v Karlových Varech.
Zemřel v červnu 1926 v sanatoriu v Praze-Veleslavíně po dlouhé a těžké plicní nemoci. Po jeho smrti získal jeho poslanecké křeslo jako náhradník Wenzel Staněk.